# Gehrungssäge

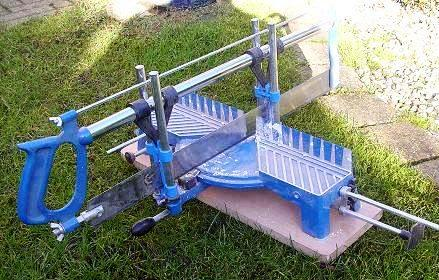
Mechanisch einstellbare Gehrungssäge

Eine Gehrungssäge ist eine Handsäge  oder Säge zum Herstellen von Gehrungen. 
Die Gehrungssäge wird von verschiedenen Handwerkern eingesetzt. Der Dachdecker nutzt die Gehrungssäge, um Bretter zu sägen, der Installateur schneidet damit Kunststoffrohre im 45°-Winkel.

## Gehrungslade

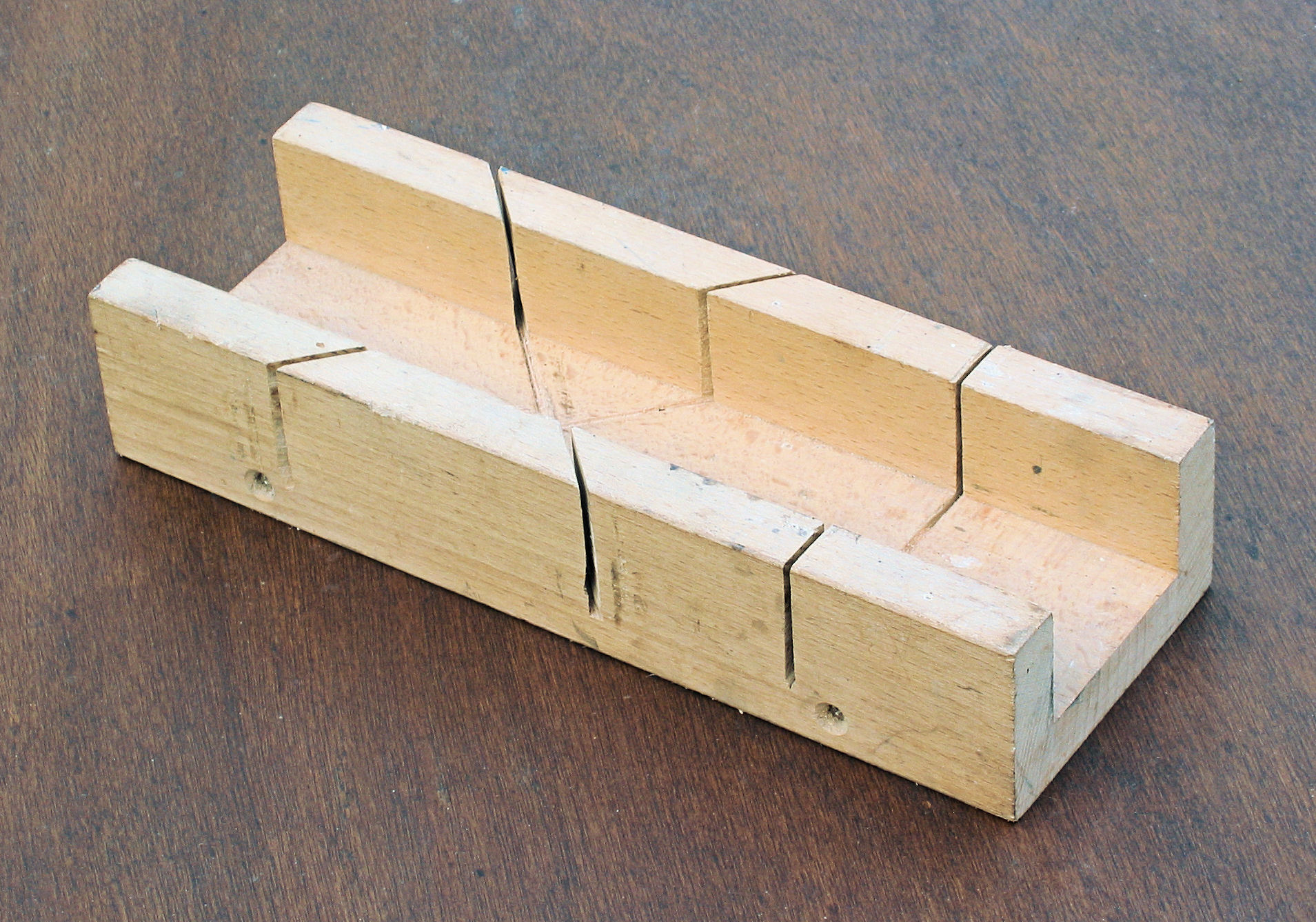
Schneidlade für 90° und 45°

Vor Erfindung der Sägegestelle wurde dazu eine Schneidlade benutzt, die das Sägeblatt im richtigen Winkel führt.

## Kappsäge

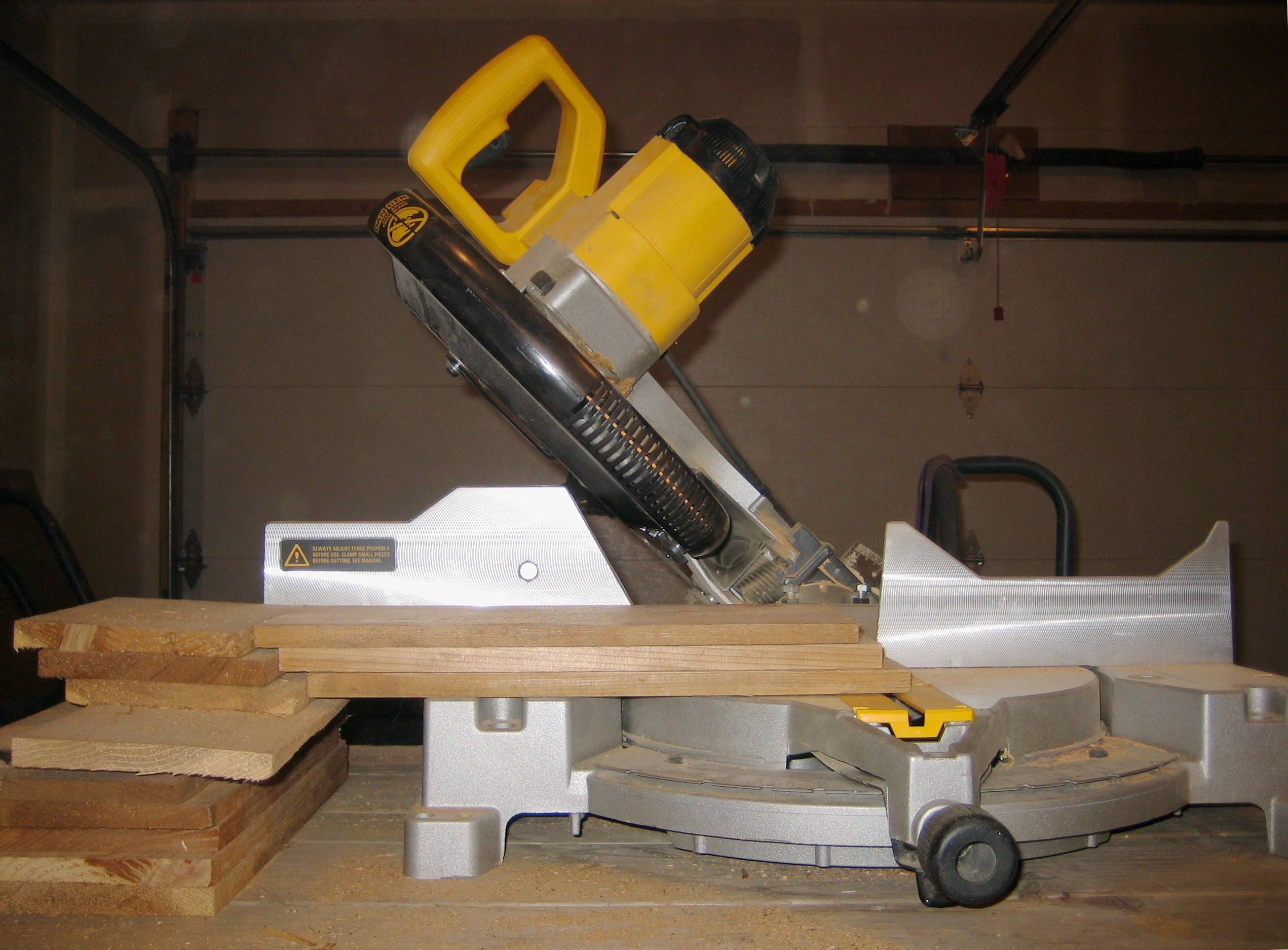
Kappsäge

Moderne elektrische Gehrungssägen oder Kappsägen besitzen die Möglichkeit, per Knopfdruck die Gehrung und somit den Winkel zu verändern. Häufig kommen aber auch mechanisch einstellbare und arretierbare Gehrungssägen zum Einsatz.